# Collegio uninominale Lombardia 2 - 03 (2020)
Il collegio elettorale uninominale Lombardia 2 - 03 è un collegio elettorale uninominale della Repubblica Italiana per l'elezione della Camera dei deputati.

## Territorio
Come previsto dalla legge n. 51 del 27 maggio 2019, il collegio è stato definito tramite decreto legislativo all'interno della circoscrizione Lombardia 2.
È formato dal territorio di 66 comuni della provincia di Como: Albese con Cassano, Albiolo, Appiano Gentile, Beregazzo con Figliaro, Binago, Bizzarone, Blevio, Bregnano, Brunate, Bulgarograsso, Cabiate, Cadorago, Cantù, Capiago Intimiano, Carate Urio, Carbonate, Carimate, Casnate con Bernate, Cassina Rizzardi, Castelnuovo Bozzente, Cermenate, Cernobbio, Cirimido, Colverde, Como, Cucciago, Faggeto Lario, Faloppio, Fenegrò, Figino Serenza, Fino Mornasco, Grandate, Guanzate, Laglio, Limido Comasco, Lipomo, Locate Varesino, Lomazzo, Luisago, Lurago Marinone, Lurate Caccivio, Mariano Comense, Maslianico, Moltrasio,
Montano Lucino, Montorfano, Mozzate, Novedrate, Olgiate Comasco, Oltrona di San Mamette, Pognana Lario, Rodero, Ronago, Rovellasca, Rovello Porro, San Fermo della Battaglia, Senna Comasco, Solbiate con Cagno, Tavernerio, Torno, Turate, Uggiate-Trevano, Valmorea, Veniano, Vertemate con Minoprio e Villa Guardia.
Il collegio è parte del collegio plurinominale Lombardia 2 - 02.

## Eletti
| Elezione | Elezione | Deputato       | Partito                  |
| -------- | -------- | -------------- | ------------------------ |
|          | 2022     | Nicola Molteni | Lega per Salvini Premier |

## Dati elettorali

### XIX legislatura
Come previsto dalla legge elettorale, 147 deputati sono eletti con sistema a maggioranza relativa in altrettanti collegi uninominali a turno unico.
| Candidati                                 | Candidati                | Voti    | %     | Liste                          | Voti    | %     |
| ----------------------------------------- | ------------------------ | ------- | ----- | ------------------------------ | ------- | ----- |
|                                           | Nicola Molteni ✔️ Eletto | 118 826 | 53,65 | Fratelli d'Italia              | 65 997  | 29,80 |
| Lega per Salvini Premier                  | Nicola Molteni ✔️ Eletto | 118 826 | 53,65 | 32 623                         | 14,73   |       |
| Forza Italia                              | Nicola Molteni ✔️ Eletto | 118 826 | 53,65 | 18 410                         | 8,31    |       |
| Noi moderati/Lupi - Toti - Brugnaro - UDC | Nicola Molteni ✔️ Eletto | 118 826 | 53,65 | 1 796                          | 0,81    |       |
|                                           | Luca Monti               | 52 576  | 23,74 | Partito Democratico-IDP        | 36 091  | 16,29 |
| +Europa                                   | Luca Monti               | 52 576  | 23,74 | 8 025                          | 3,62    |       |
| Alleanza Verdi e Sinistra                 | Luca Monti               | 52 576  | 23,74 | 7 463                          | 3,37    |       |
| Impegno Civico - Centro Democratico       | Luca Monti               | 52 576  | 23,74 | 817                            | 0,37    |       |
|                                           | Anna Veronelli           | 23 780  | 10,74 | Azione - Italia Viva - Calenda | 23 780  | 10,74 |
|                                           | Giovanni Currò           | 15 293  | 6,90  | Movimento 5 Stelle             | 15 293  | 6,90  |
|                                           | Carla Clerici            | 4 393   | 1,98  | Italexit                       | 4 393   | 1,98  |
|                                           | Michaela Mercurio        | 2 422   | 1,09  | Italia Sovrana e Popolare      | 2 422   | 1,09  |
|                                           | Mauro Baroni             | 2 047   | 0,92  | Unione Popolare                | 2 047   | 0,92  |
|                                           | Paola Sartorelli         | 1 892   | 0,85  | Vita                           | 1 892   | 0,85  |
|                                           | Attilio Scarcella        | 269     | 0,12  | Noi di Centro – Europeisti     | 269     | 0,12  |
| Totale                                    | Totale                   | 221 498 | 100   |                                | 221 498 | 100   |
|                                           |                          |         |       |                                |         |       |
| Schede bianche                            | Schede bianche           | 3 075   | 1,33  |                                |         |       |
| Schede nulle                              | Schede nulle             | 6 764   | 2,92  |                                |         |       |
| Votanti                                   | Votanti                  | 231 337 | 68,17 |                                |         |       |
| Elettori                                  | Elettori                 | 339 339 |       |                                |         |       |